# Adorazione del Bambino (Bramantino)
L'Adorazione del Bambino è un dipinto a tempera e olio su tavola (86x85 cm) di Bramantino, databile al 1485 circa e conservato nella Pinacoteca Ambrosiana a Milano.

## Storia e descrizione
Di committenza ignota milanese, il dipinto rappresenta la scena dell'adorazione all'ombra del fornice di un arco antico. Al centro vi è il Bambino attorniato dalle figure di Maria, la nutrice Salomè, un pastore, tre figure religiose, quattro angeli apteri (senza ali), una donna sul davanti elegantemente vestita ed un uomo sul retro a sinistra dall'espressione austera e monumentale. Le tre figure regolari in questione sono Bernardino da Siena, riconoscibile dal colore dell'abito, che predicò il francescanesimo a Milano, san Francesco d'Assisi, riconoscibile da saio e stimmate e san Benedetto, riconoscibile dal saio nero, il cui ordine permise a San Francesco di istituire il primo convento sul monte Subasio. Tutti e tre legati all'ordine dei frati minori, insigne riferimento di solidità morale e rettitudine per i milanesi dell'epoca. I due personaggi opposti sono la sibilla e l'imperatore Augusto (la posa è quella della scultura classica del Pothos), rappresentati come riferimento alla profezia della sibilla all'imperatore, secondo la quale la nascita di un bambino avrebbe fatto crollare il tempio della Pace, rappresentato nel dipinto da un arco retrostante, unica cosa rimasta dell'imponente edificio. Attorno al pilastro, su una piattaforma, suona un concerto angelico. Dalla maniera pacata in cui tengono gli strumenti e dalle espressioni dimesse dei loro volti, si può ipotizzare che stiano suonando una melodia lenta e solenne. Il liuto dell'angelo davanti è di epoca quattrocentesca, un elemento in più per contestualizzare l'opera nel tempo.
Vi sono due alberi con significati simbolici: quello a sinistra, secco e sterile, rappresenta il passato, l'altro, che nasce dalla rovina del tempio pagano, l'inizio di una nuova era, quella cristiana. 
La tavola dimostra la sapiente regia descrittiva acquisita dall'artista, aggiornato alla cultura leonardesca soprattutto nei volti. Tipici dell'artista sono la tavolozza schiarita e semplificata e la regolarizzazione dei volumi e degli spazi, che creano un'atmosfera sospesa e rarefatta.
Due sono i riferimenti che ci consentono di contestualizzare il quadro alla fine del Quattrocento. Il primo, la visione di santa Brigida, protettrice dei viaggiatori e dei mercanti, in cui il bambino è nudo e sdraiato per terra e nasce in assenza di Giuseppe, che cercava una nutrice. La figura della nutrice, usata nell'arte devozionale fiamminga, era di buon auspicio per chi si avventurava nei mari, e rimanda quindi all'epoca in cui Milano e le Fiandre erano legate dal punto di vista commerciale. Il secondo è l'inserimento di elementi classici, con l'arco che prende ispirazione dai disegni del Prevedari, attivo negli ultimi due decenni del Quattrocento.